# Vibeke Windeløv
Vibeke Windeløv (født 22. december 1950 på Frederiksberg) er en dansk filmproducent. Siden 1992 har hun produceret film for Zentropa, blandt andet film af Lars von Trier. I 2011 stiftede hun og den unge filmskoleuddannede producer Stinna Lassen deres eget produktionsselskab, Windeløv Lassen. 
Vibeke Windeløv tiltrådte 2015 som direktør på Betty Nansen Teatret og udgjorde med den svenske teaterinstruktør Stefan Larsson teatrets øverste ledelse til 2017.
Faderen var præst og moderen var landsleder for FDF/FPF. Vibeke Windeløv læste psykologi i Danmark og USA. Filmkarrieren startede i 1975, da hun hjalp sin daværende mand, Per Kirkeby, med at skaffe statister til filmen Normannerne. Derefter ansatte Anders Sandberg hende som produktionsleder til stjernetegnsfilmene I Løvens tegn (1976) og Agent 69 Jensen i Skorpionens tegn (1977). Senere var hun produktionsleder og producer på film af instruktører som Bille August (Honning Måne, 1978), Jon Bang Carlsen (En rig mand, 1979), Jørgen Leth (Udenrigskorrespondenten, 1983 og Notater om kærligheden, 1989) og Gabriel Axel (Christian, 1989). I 1992 bad Peter Aalbæk Jensen fra Zentropa hende producere Susanne Biers film Det bli'r i familien (dansk film). Siden har hun produceret Lars von Triers film til og med Direktøren for det hele.
Windeløv har siddet i juryen på Sundance filmfestivalen i USA og de internationale filmfestivaler i Venedig og Montreal. Hun sidder i bestyrelsen for bl.a.  European Film Bond, Filmstationen og Dansk Design Center. Hun er Kulturministerens medlem af skolerådet for Det Danske Kunstakademi og stiftede i 2008 Refugees United, der hjælper flygtninge til at finde savnede familiemedlemmer og venner.
Windeløv er blevet hædret med Chevalier de l'Ordre des Arts et des Lettres i Frankrig og har modtaget Prix Eurimages i 2008 sammen med Betina Brokemper for deres indsats for at skabe og fremme europæisk filmkunst.

## Filmografi
- Den dobbelte mand (1976) (assisterende producer)
- I Løvens tegn (1976) (produktionsleder)
- Agent 69 Jensen i Skorpionens tegn (1977) (produktionsleder)
- Honning Måne (1978) (producer)
- En rig mand (1979) (producer)
- Notater om kærligheden (1989) (producer)
- Det bli'r i familien (1994) (producer)
- Breaking the Waves (1996) (producer)
- Sekten (1997) (executive producer)
- Idioterne (1998) (producer)
- If I give you my humbleness, don't take away my pride (1999) (producer)
- Rembrandt (1999) (co-producer)
- Sisters in the sky - en roadmovie fra luften (1999), tv-serie (executive producer)
- The King Is Alive (2000) (producer)
- Dancer in the Dark (2000) (producer)
- New Year's Day (2001) (co-producer)
- Morlang (2001) (executive producer)
- Elsker dig for evigt (2002) (producer)
- Dogville (2003) (producer)
- Dogville Confessions (2003) (executive producer)
- De fem benspænd (2003) (executive producer)
- Dear Wendy (2005) (assisterende producer)
- Manderlay (2005) (producer)
- Chacun sa nuit (2006) (producer)
- Direktøren for det hele (2006) (producer)
- Mammoth (2009) (executive producer)
- Wallander (2009-2010) (executive producer – 12 tv-film og 1 spillefilm)
- Den skaldede frisør (2012) (producer)